# Roald Poulsen
Roald Poulsen (ur. 28 listopada 1950 w Odense, zm. 16 października 2024) – duński trener piłkarski. W latach 1994–1996 i 2002 był selekcjonerem reprezentacji Zambii.

## Kariera trenerska
Karierę trenerską Poulsen rozpoczął w 1977 roku, gdy został trenerem amatorskiego klubu OKS. W latach 1983–1987 był trenerem B 1913, a w 1988 roku został szkoleniowcem innego klubu z Odense, Odense Boldklub. Pracował w nim do 1992 roku i wywalczył z nim mistrzostwo Danii w 1989 roku oraz Puchar Danii w 1992 roku. W latach 1993–1994 prowadził Viborg FF. Następnie został selekcjonerem reprezentacji Zambii. W 1996 roku zajął z nią 3. miejsce w Pucharze Narodów Afryki 1996.
W 1996 roku Poulsen wrócił do Danii i ponownie był trenerem Odense BK, które prowadził do 1998 roku. Następnie przez rok prowadził katarski Al-Rayyan. W 2002 roku znów został selekcjonerem zambijskiej reprezentacji i prowadził ją w Pucharze Narodów Afryki 2002. Następnie kolejno był trenerem takich klubów jak: Engen Santos (2004-2005), Dalum IF (2005-2006), B 1913 (2006) i FC Fyn (2006-2007).